# Radana vas
Radana vas (Duits: Radeldorf in der Steiermark) is een plaats in Slovenië en maakt deel uit van de gemeente Zreče in de NUTS-3-regio Savinjska. De plaats telde 149 inwoners op 1 januari 2020.